# Smilovice
Smilovice (fil) (polska:Śmiłowice (fil), tyska: Smilowitz) är en by och kommun i Frýdek-Místek-distriktet i Mähren-Schlesien-regionen i Tjeckien och vid Ropičanka-floden. Byn har 581 invånare (enligt 2001 års folkräkning), varav 26,4 procent hör till den polska befolkningsminoriteten i Tjeckien. Den ligger i det historiska området Cieszyn-Schlesien. Polens tidigare premiärminister och Europaparlamentets nuvarande talman Jerzy Buzek föddes i byn.
Efter delningen av Cieszyn-Schlesien 1920 blev byn del av Tjeckoslovakien som Smilovice. I oktober 1938 annekterades byn och hela Zaolzie-området av Polen. Därefter annekterades byn av Nazityskland i inledningen av andra världskriget. Efter kriget återbördades den till Tjeckoslovakien.
Den kristna festivalen XcamP äger årligen rum i Smilovice i juli månad.